# Jia Liu
Jia Liu (* 1982 oder 1983) ist eine Ingenieurin und seit 2021 Professorin im Fachbereich Bauingenieurwesen an der Technischen Universität Darmstadt. Sie leitet das Institut für Verkehrswegebau.

## Akademischer Werdegang
Jia Liu wurde in der Volksrepublik China geboren. Sie studierte zwei Jahre an der Tongji-Universität in Shanghai Bauingenieurwesen und schloss mit dem Bachelor ab. Von 2002 bis 2007 studierte sie ihr Fach an der Universität München mit einem  Diplomabschluss. Ihre Promotion  erfolgte  am Lehrstuhl und Prüfamt für Verkehrswegebau der TU München mit einer Dissertation zum Thema: „Einfluss der Schienenbefestigungskomponenten auf das laterale Verformungs- und Lastverteilungsverhalten der Schiene“ im Jahre 2013 ab. Hierfür erhielt sie die Auszeichnung „wissenschaftlicher Sonderpreis Gleisbau 2014“.
2021 folgte sie einem Ruf auf die ordentliche Professur an die Technischen Universität Darmstadt.

## Tätigkeiten
Zwischen 2007 und 2013 war Jia Liu als wissenschaftliche Mitarbeiterin am Prüfamt für Verkehrswegebau der TU München tätig. Sie untersuchte dabei Oberbaukomponenten wie Befestigungen, Bahnschwellen, Schienen, Schotter, Spannelemente und Elastomere. Weitere Untersuchungen führte sie zum Verformungs- und Lastverteilungsverhalten vom Eisenbahnoberbau durch, entwickelte diverse Messeinrichtungen und modellierte Oberbausysteme mit der Finite-Elemente-Methode und Mehrkörpersimulation.
Danach war sie bis 2017 Produktmanagerin für Gleis- und Weichentechnik der Schwihag AG in Tägerwilen und im Anschluss bis 2021 als Fachexpertin in der Oberbautechnik bei der DB Netz AG in München tätig. Hier setzte sie sich insbesondere mit dem Gleisbau, der Inspektion und Instandhaltung allgemein, der Gleislagekorrektur und Fahrbahn-Sonderlösungen auf Brücken auseinander.

## Forschung
Mit ihrer Besetzung wurde das ehemalige Institut für Straßenwesen an der TU Darmstadt in Institut für Verkehrswegebau umbenannt, was den Schienenverkehr einschließt. Liu betreibt dort praxisorientierte Grundlagenforschung mittels labortechnischer Untersuchungen, Einsatz von intelligenter Messtechnik und wissenschaftlicher Begleitung von Baustellen sowie theoretischen Untersuchungen. Schwerpunkte sind die Zusammenhänge zwischen Planung, Bemessung, Bau und Instandhaltung.

## Publikationen
- Einfluss der Schienenbefestigungskomponenten auf das laterale Verformungs- und Lastverteilungsverhalten der Schiene. Dissertation, Technische Universität München 2013 (PDF)